# Ironman-Triathlon-Weltserie 2012

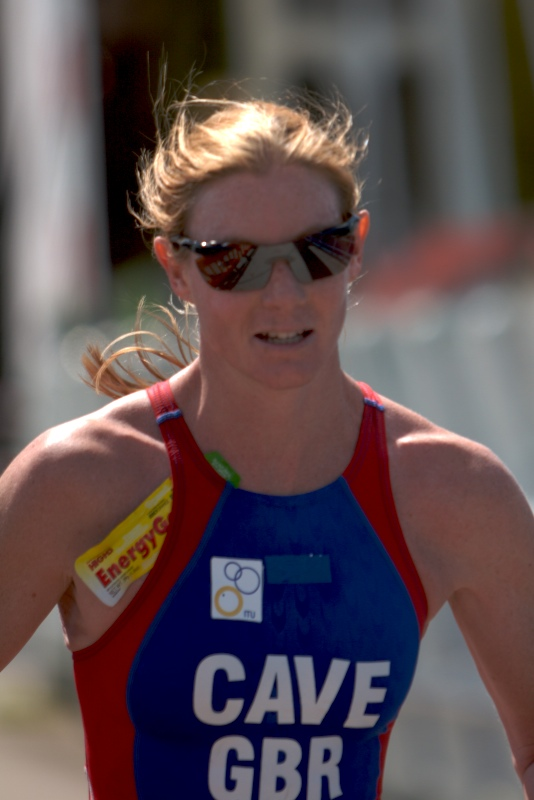
Leanda Cave – Ironman-Hawaii-Siegerin 2012

Die Ironman-Triathlon-Weltserie 2012 ist eine Rennserie von 25 Triathlon-Wettbewerben über die Triathlon-Langdistanz. Die World Triathlon Corporation (WTC) veranstaltet jedes Jahr eine solche Ironman-Triathlon-Weltserie.

## Organisation
Ein Ironman-Rennen geht über die Triathlon-Langdistanz: 3,86 km Schwimmen, 180,2 km Radfahren und 42,195 km Laufen.
Bei 25 Rennen der Saison sowie den parallel laufenden Rennen über die halbe Ironman-Distanz (Ironman 70.3) konnten sich die Triathleten für einen Startplatz für den Ironman Hawaii am 13. Oktober 2012, der Triathlon-Weltmeisterschaft über die Langdistanz, qualifizieren.

## Rennen
| Datum/Termin  | Veranstaltung             | Austragungsort      | Bemerkungen |
| ------------- | ------------------------- | ------------------- | --- |
| 11. Sep. 2011 | Ironman Wisconsin         | Madison             | erstes Rennen zur Qualifikation für die Weltmeisterschaft Hawaii 2012 |
| 11. Sep. 2011 | Ironman Wales             | Pembrokeshire       | Erstaustragung 2011 |
| 5. Nov. 2011  | Ironman Florida           | Panama City         | Im November 2011 erreichte der Schweizer Ronnie Schildknecht eine Zeit unter 8 Stunden, verbesserte damit den Streckenrekord und erzielte eine neue Nordamerika-Bestzeit über die Ironman-Distanz. |
| 20. Nov. 2011 | Ironman Arizona           | Tempe               | |
| 27. Nov. 2011 | Ironman Mexico            | Cozumel             | |
| 4. Dez. 2011  | Ironman Western Australia | Busselton           | |
| 3. März 2012  | Ironman New Zealand       | Taupō               | Witterungsbedingt musste der Ironman auf verkürztem Kurs als Ironman 70.3 ausgetragen werden. |
| 25. März 2012 | Ironman Melbourne         | Melbourne           | Erstaustragung 2012; Asien-Ozeanien-Meisterschaft |
| 22. Apr. 2012 | Ironman South Africa      | Port Elizabeth      | |
| 5. Mai 2012   | Ironman St. George        | St. George          | |
| 6. Mai 2012   | Ironman Australia         | Port Macquarie      | |
| 19. Mai 2012  | Ironman Lanzarote         | Puerto del Carmen   | |
| 19. Mai 2012  | Ironman Texas             | The Woodlands       | |
| 27. Mai 2012  | Ironman Brasil            | Florianópolis       | |
| 17. Juni 2012 | Ironman Regensburg        | Regensburg          | |
| 24. Juni 2012 | Ironman France            | Nice                | |
| 24. Juni 2012 | Ironman Coeur d’Alene     | Coeur d’Alene       | |
| 1. Juli 2012  | Ironman Austria           | Klagenfurt          | |
| 8. Juli 2012  | Ironman Germany           | Frankfurt am Main   | Europameisterschaft |
| 15. Juli 2012 | Ironman Switzerland       | Zürich              | |
| 22. Juli 2012 | Ironman USA               | Lake Placid         | |
| 22. Juli 2012 | Ironman UK                | Bolton              | |
| 11. Aug. 2012 | Ironman New York          | New York            | Erstaustragung 2012; US-Meisterschaft |
| 19. Aug. 2012 | Ironman Mont-Tremblant    | Mont-Tremblant      | Erstaustragung 2012 |
| 26. Aug. 2012 | Ironman Canada            | Penticton           | |
| 26. Aug. 2012 | Ironman Louisville        | Louisville          | |
| 13. Okt. 2012 | Ironman Hawaii            | Kailua-Kona, Hawaii | Weltmeisterschaft der Ironman-Distanz (Triathlon-Langdistanz) |

## Ergebnisse

### Männer
| Rennen            | Sieger                    | Zeit     | Zweiter                | Zeit     | Dritter                   | Zeit     |
| ----------------- | ------------------------- | -------- | ---------------------- | -------- | ------------------------- | -------- |
| Wisconsin         | Ezequiel Morales          |          | Stefan Schmid          | 08:57:51 | Mac Brown                 |          |
| Wales             | Jeremy Jurkiewicz         |          | Aaron Farlow           |          | Bruno Clerbout            |          |
| Florida           | Ronnie Schildknecht       | 07:59:42 | Maxim Kirat            | 08:10:43 | Justin Daerr              |          |
| Arizona           | Eneko Llanos              | 07:59:38 | Paul Amey              | 08:01:29 | Viktor Zyemtsev           | 08:14:36 |
| Mexico            | Michael Lovato            | 08:23:52 | Patrick Evoe           | 08:30:36 | Alejandro Santamaria      | 08:32:50 |
| Western Australia | Timo Bracht               | 08:12:39 | Clayton Fettell        |          | Jason Shortis             |          |
| New Zealand       | Marino Vanhoenacker       | 03:55:03 | Tim Reed               | 03:55:51 | Cameron Brown             | 03:56:38 |
| Melbourne         | Craig Alexander           | 07:57:44 | Cameron Brown          | 08:00:12 | Frederik Van Lierde       | 08:01:26 |
| South Africa      | Clemente Alonso McKernan  |          | Cyril Viennot          |          | Mike Aigroz               |          |
| St. George        | Ben Hoffman               |          | Maik Twelsiek          |          | Axel Zeebroek             |          |
| Australia         | Paul Ambrose              |          | Tim Berkel             |          | Jason Shortis             |          |
| Lanzarote         | Victor Del Corral Morales |          | Stephen Bayliss        |          | Sérgio Marques            |          |
| Texas             | Jordan Rapp               |          | Justin Daerr           |          | Mathias Hecht             |          |
| Brasil            | Ezequiel Morales          |          | Santiago Alves Ascenço |          | Igor Amorelli             |          |
| Regensburg        | Dirk Bockel               | 08:11:59 | Michael Raelert        | 08:18:53 | Mike Schifferle           | 08:36:53 |
| Nizza             | Frederik Van Lierde       | 08:21:51 | Paul Amey              |          | François Chabaud          |          |
| Coeur d’Alene     | Viktor Zyemtsev           |          | Timothy O’Donnell      |          | Matthew Russel            |          |
| Klagenfurt        | Faris Al-Sultan           |          | Daniel Fontana         |          | Pedro Ribeiro Gomes       |          |
| Frankfurt am Main | Marino Vanhoenacker       |          | Sebastian Kienle       |          | Clemente Alonso McKernan  |          |
| Zürich            | Ronnie Schildknecht       |          | Jan van Berkel         |          | Mathias Hecht             |          |
| Lake Placid       | Andy Potts                |          | Pete Jacobs            |          | Romain Guillaume          |          |
| Bolton            | Daniel Halksworth         |          | Fraser Cartmell        | 09:07:00 | Paul Hawkins              |          |
| New York          | Jordan Rapp               |          | Maxim Kriat            |          | József Major              |          |
| Mont-Tremblant    | Romain Guillaume          |          | Matthew Russel         |          | Martin Lamontagne Lacasse |          |
| Penticton         | Matthew Russell           |          | Olly Piggin            |          | Christian Brader          |          |
| Louisville        | Patrick Evoe              |          | Chris McDonald         |          | Thomas Gerlach            |          |
| Pembrokeshire     | Sylvian Rota              |          | Daniel Niederreiter    | 08:55:20 | Christian Ritter          | 08:58:49 |
| Hawaii            | Pete Jacobs               | 08:18:37 | Andreas Raelert        | 08:23:40 | Frederik Van Lierde       | 08:24:09 |

### Frauen
| Rennen            | Sieger            | Zeit     | Zweiter            | Zeit     | Dritter             | Zeit     |
| ----------------- | ----------------- | -------- | ------------------ | -------- | ------------------- | -------- |
| Wisconsin         | Jessica Jacobs    | 09:41:03 | Meredith Kessler   | 09:50:45 | Whitney Garcia      |          |
| Wales             | Kristin Möller    |          | Anja Ippach        | 10:15:58 | Imke Schiersch      |          |
| Florida           | Jessica Jacobs    | 08:55:10 | Mackenzie Madison  |          | Sofie Goos          | 09:22:21 |
| Arizona           | Leanda Cave       | 08:49:00 | Linsey Corbin      | 08:54:33 | Meredith Kessler    | 09:00:14 |
| Mexico            | Simone Benz       |          | Sonja Tajsich      |          | Sophie De Groote    |          |
| Western Australia | Michelle Bremer   |          | Michelle Mitchell  |          | Carrie Lester       |          |
| New Zealand       | Meredith Kessler  | 04:22:46 | Kate Bevilaqua     | 04:30:37 | Joanna Lawn         | 04:30:40 |
| Melbourne         | Caroline Steffen  | 08:34:51 | Rachel Joyce       | 08:46:09 | Mirinda Carfrae     | 08:46:09 |
| South Africa      | Natascha Badmann  |          | Simone Brändli     |          | Diana Riesler       |          |
| St. George        | Meredith Kessler  |          | Jessie Donavan     |          | Danielle Kehoe      |          |
| Australia         | Michelle Mitchell |          | Nicole Ward        |          | Hillary Biscay      |          |
| Lanzarote         | Michelle Vesterby |          | Bella Bayliss      |          | Heleen bij de Vaate |          |
| Texas             | Mary Beth Ellis   |          | Caitlin Snow       |          | Amy Marsh           |          |
| Brasil            | Sofie Goos        |          | Kim Loeffler       |          | Vanessa Gianinni    |          |
| Regensburg        | Heidi Sessner     | 09:43:52 | Nicole Bretting    | 09:50:18 | Maria Lemeseva      | 09:52:31 |
| Nizza             | Tine Deckers      | 09:16:05 | Gina Crawford      |          | Kristin Möller      |          |
| Coeur d’Alene     | Meredith Kessler  |          | Haley Cooper-Scott |          | Whitney Garcia      |          |
| Klagenfurt        | Linsey Corbin     |          | Erika Csomor       |          | Michaela Rudolf     |          |
| Frankfurt am Main | Caroline Steffen  |          | Anja Beranek       |          | Corinne Abraham     |          |
| Zürich            | Erika Csomor      |          | Bella Bayliss      |          |                     |          |
| Lake Placid       | Jessie Donavan    |          | Jennie Hansen      |          | Jacqui Gordon       |          |
| Bolton            | Eimear Mullan     | 10:08:44 | Amanda Stevens     | 10:16:57 | Annett Kamenz       |          |
| New York          | Mary Beth Ellis   |          | Rebekah Keat       |          | Amy Marsh           |          |
| Mont-Tremblant    | Jessie Donavan    |          | Uli Brömme         |          | Rachel Kiers        |          |
| Penticton         | Kendra Lee        |          | Gillian Clayton    |          | Karen Thibodeau     |          |
| Louisville        | Bree Wee          |          | Jackie Arendt      |          | Terra Castro        |          |
| Pembrokeshire     | Regula Rohrbach   |          | Eimear Mullan      | 10:01:32 | Joanna Carritt      |          |
| Hawaii            | Leanda Cave       | 09:15:54 | Caroline Steffen   | 09:16:58 | Mirinda Carfrae     | 09:21:41 |

## Gesamtwertung
Die 50 besten Männer und 30 Frauen der Profi-Athleten erhalten einen Startplatz. Die Hawaii-Sieger sind für drei Jahre startberechtigt und die Plätze 2–10 sind automatisch für einen Startplatz im Folgejahr qualifiziert.
Für die Sieger werden bei einem Ironman-Rennen unterschiedlich viele Punkte vergeben: Am meisten Punkte gibt es auf Hawaii (6000), danach folgen der Ironman Germany (Frankfurt) und der Ironman Texas (4000). Alle anderen Ironman-Rennen über die volle Distanz vergeben entweder 1000 oder 2000 Punkte für einen Sieg.

## Podiumsplatzierungen
| Platz | Land                   | Erster | Zweiter | Dritter | Gesamt |
| ----- | ---------------------- | ------ | ------- | ------- | ------ |
| 1     | Vereinigte Staaten     | 4      | 5       | 4       | 13     |
| 2     | Schweiz                | 4      | 1       | 1       | 6      |
| 3     | Deutschland            | 2      | 3       | 2       | 7      |
| 4     | Spanien                | 2      |         | 1       | 3      |
| 5     | Australien             | 1      | 4       | 3       | 8      |
| 6     | Vereinigtes Königreich | 1      | 2       |         | 3      |
| 7     | Neuseeland             | 1      | 1       | 2       | 4      |
| 8     | Frankreich             | 1      | 1       |         | 2      |
| 9     | Belgien                | 1      |         | 4       | 5      |
| 10    | Argentinien            | 1      |         |         | 1      |
| 11    | Ukraine                |        | 1       | 1       | 2      |

Stand: 22. April 2012